# Трение на наномасштабном уровне
Трение на микро/нано-масштабном уровне (англ. micro/nano-scale friction) — процесс взаимодействия твёрдых тел при их относительных перемещениях, протекающий в тонких (порядка микро/нанометров) поверхностных слоях и определяемый шероховатостью или субшероховатостью поверхностей, свойствами тонких граничных плёнок и адгезионными характеристиками поверхностей.

## Описание
Трение на микро- и наноуровне обладает рядом особенностей по сравнению с обычным фрикционным взаимодействием, в котором присутствует как деформационная, так и молекулярная составляющая. Во-первых, значительную роль играет фрактальность формы поверхности, выражающаяся в том, что на каждом новом этапе уменьшения масштаба моделирования трущихся тел возникают новые уровни шероховатости поверхности с характерными размерами, соответствующими масштабу рассмотрения. При этом меняется форма неровностей, частота их распределения и т. д. Во-вторых, с уменьшением масштаба силы адгезии играют большую роль, в то время как деформационная составляющая — меньшую. Это существенно усложняет задачу определения реальной поверхности контакта двух тел и моделирования сил трения между ними, так как их граница оказывается существенно искривлена молекулярными силами. При переходе на уровень отдельных атомов определяющими оказываются соотношения квантовой физики, а экспериментальные исследования сильно усложняются. Так, например, проведенный в 2008 году эксперимент по изучению трения при перемещении отдельного атома кобальта по медной подложке потребовал охлаждения до 5 К, создания сверхвысокого вакуума и конструирования специального атомного силового микроскопа.

## Учебники
- Хопин, П. Н.,  Шишкин, С. В. Трибология. — М.: Издательство Юрайт, 2022. — 236 с. — (Высшее образование). — ISBN 978-5-534-14021-7.